# Abada (rhinocéros)
Pour les articles homonymes, voir Abada.
Abada (ou Bada ou Ibada) est le nom donné à une femelle rhinocéros indien conservée par les rois portugais Sébastien Ier et Henri Ier de 1577 à 1580 et par Philippe II d'Espagne d'environ 1580 à sa mort en 1588. Elle est le premier rhinocéros vu en Europe depuis celui envoyé en cadeau par le roi du Portugal, Manuel Ier, au pape Léon X en 1515, immortalisé sous le nom de Rhinocéros de Dürer.

## Origine du nom
Abada est probablement alors un terme général pour le rhinocéros, car il dérive du mot malais badak pour l'animal et peut avoir été utilisé dans ce sens en Espagne et au Portugal partir de 1530. Toutefois, en tant que seul exemple de l'espèce en Europe, le terme devient aussi un nom propre. Selon le dictionnaire de la Real Academia Española, abada reste un mot alternatif pour rhinocéros en espagnol.

## Vie

### Arrivée en Europe
En 1577, le rhinocéros arrive au port de Lisbonne et est destiné à la ménagerie de Sébastien Ier de Portugal, probablement en cadeau des vice-rois des Indes portugaises. Par mesure de sécurité, sa corne lui est retirée, puis régulièrement coupée à mesure qu'elle repousse.

### Transferts de ménagerie
Sébastien est remplacé par Henri Ier (roi de Portugal) l'année suivante. À la mort d'Henri en 1580, Philippe II d'Espagne revendique le trône, unissant les couronnes espagnole et portugaise, et hérite du rhinocéros qu'il transfère à la ménagerie de la Casa de Campo, près de Madrid. 
Le 16 octobre 1583, Philippe transfère à nouveau Abada, cette fois à la ménagerie d'Escurial. Le transfert ne se déroule pas sans incident car l'un des gardiens, souhaitant rafraîchir l'animal en l'aspergeant de seaux d'eau, le fait paniquer et elle renverse tous ses préposés. À Escurial, Abada est exposée au public et montrée aux ambassadeurs japonais en novembre 1584. Juan González de Mendoza la mentionne dans son livre China, dans lequel il commente que le public est impressionné par sa peau et sa corne épaisses, et qu'il y avait des spéculations selon lesquelles elle serait une licorne.
Philip l'utilise pour faire une blague aux moines hiéronymites d'Escurial. À l'automne 1584, il s'arrange d'abord pour qu'un éléphant indien (dont il avait également hérité de la ménagerie portugaise) soit conduit dans les marches et dans les cellules des moines puis répète le tour la semaine suivante avec le rhinocéros. Alors que l'éléphant n'a pas rechigné, Abada est têtue et se plaint, grognant de mauvaise humeur et refusant de manger la nourriture qui lui est présentée. À un moment donné de sa captivité, elle a peut-être été aveuglée parce que les préposés avaient des difficultés à la gérer et on pensait que cela la rendrait moins susceptible de les attaquer.

### Mort
La mort d'Abada semble survenir en 1588. Juan de Arphe y Villafañe inclut une description et une empreinte du rhinocéros dans son manuel de décoration publié en 1585, basé sur des observations d'Abada, plutôt que sur le dessin de Dürer. Elle est encore en vie en 1586 lorsque son image est capturée dans une gravure de Philippe Galle puis elle est vue par Pedro Páez l'année suivante, mais il n'y a aucune trace d'elle après 1587.

## Postérité

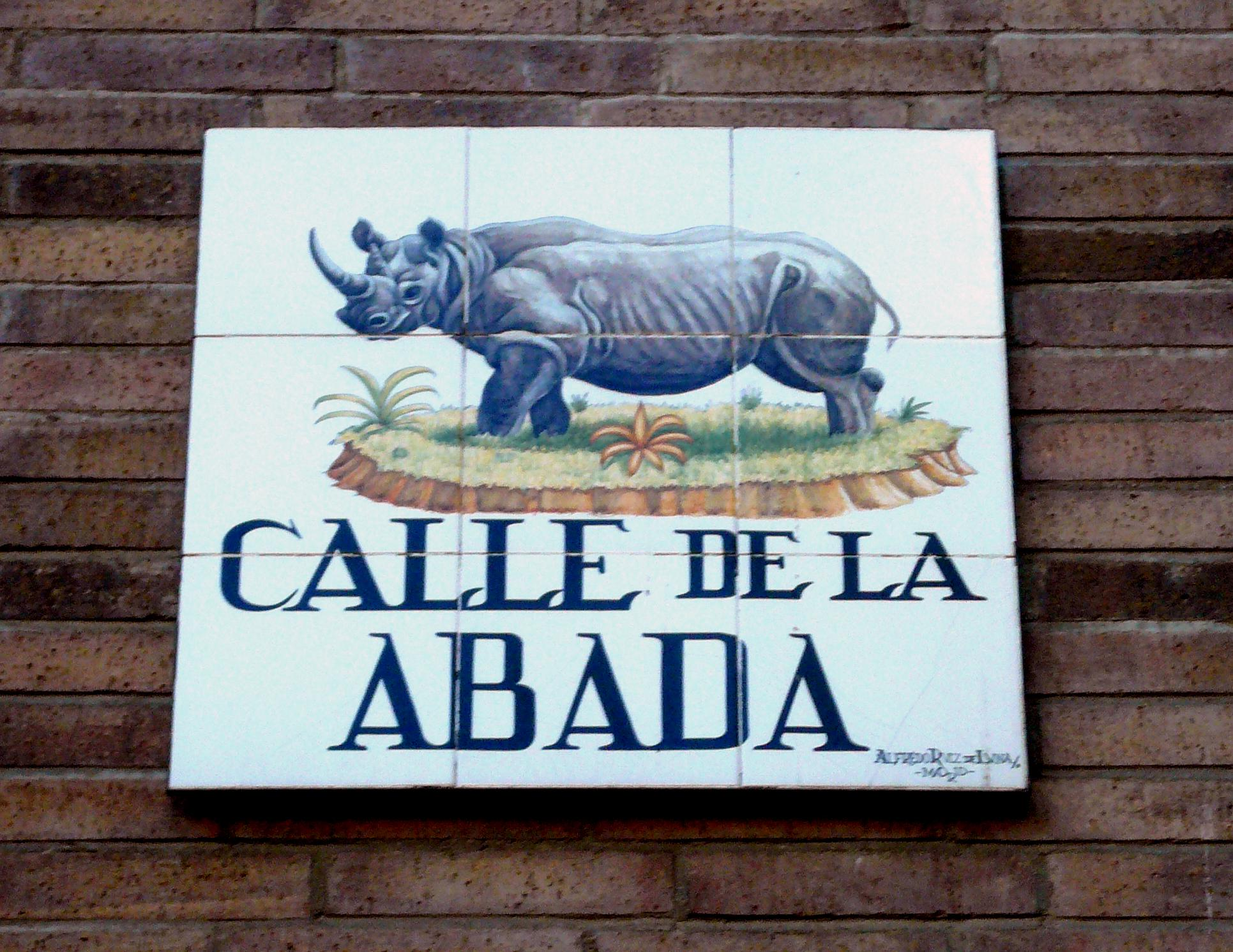
Une plaque de rue Calle de la Abada, à Madrid.

Une rue de Madrid, Calle de la Abada, près de la Puerta del Sol porte son nom. La légende locale raconte qu'elle a été nommée d'après un incident du XVIe siècle dans la région, dans lequel un rhinocéros exposé lors d'une foire tenue sur un terrain appartenant au monastère de San Martín a tué un jeune garçon et s'est échappé pour traverser la ville pendant plusieurs jours avant être attrapé. Le prieur de Saint-Martin, Fray Pedro de Guevara, fait ensuite ériger une croix à la mémoire de l'enfant. Des années plus tard, lorsque le prieuré vend le terrain pour y construire des maisons, la rue reçoit son nom. 